# Жандаира (Риу-Гранди-ду-Норти)
Жандаира (порт. Jandaíra) — муниципалитет в Бразилии, входит в штат Риу-Гранди-ду-Норти. Составная часть мезорегиона Сельскохозяйственный район штата Риу-Гранди-ду-Норти. Входит в экономико-статистический микрорегион Байша-Верди. Население составляет 6627 человек на 2006 год. Занимает площадь 435,678 км². Плотность населения — 15,2 чел./км².
Праздник города — 27 декабря. 

## История
Город основан в 1963 году.

## Статистика
- Валовой внутренний продукт на 2003 год составляет 17 743 514,00 реалов (данные: Бразильский институт географии и статистики).
- Валовой внутренний продукт на душу населения на 2003 год составляет 2774,16 реалов (данные: Бразильский институт географии и статистики).
- Индекс развития человеческого потенциала на 2000 год составляет 0,571 (данные: Программа развития ООН).